# Georgetown (Guyana)
Georgetown je hlavní a největší město Guyany založené v 18. století.
Roku 2002 měl Georgetown 213 000 obyvatel. Leží na pobřeží Atlantiku v místě, kde se do něj vlévá řeka Demerara a přezdívá se mu „Karibské zahradní město“. Slouží především jako administrativní a finanční centrum. Nachází se zde Georgetown University. Následovalo znovu obnovení vlády Nizozemska v roce 1784.

## Historie

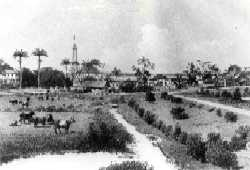
Georgetown v 19. století

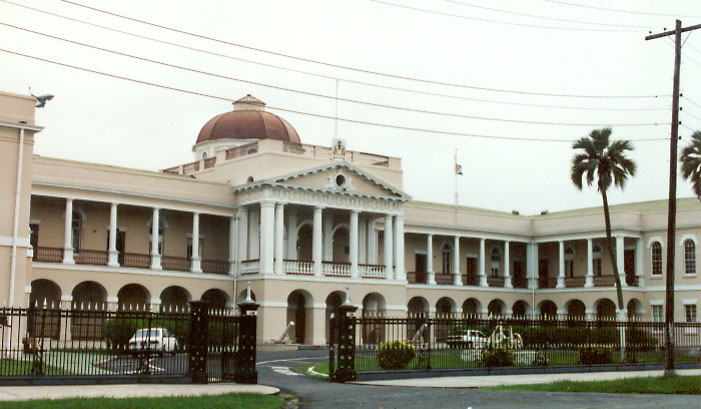
Budova parlamentu

### Počátky kolonizace a koloniální boje o moc
Město Georgetown bylo založeno v 18. století Nizozemci na řece Demerara. Pak ale obsadili město Britové roku 1781. Byli to ovšem Francouzi, kdo ustanovil Georgetown hlavním městem, i když ti jej nazývali La Nouvelle Ville. Svůj dnešní název dostalo město až v roce 1812 na počest panovníka Spojeného království Jiřího III.

## Podnebí a klima
Podnebí je v Georgetownu celoročně tropické. Průměrná teplota za rok činí 26,82 °C. Nejvíce srážek je od května do července a v prosinci.

## Osobnosti
V Georgetownu se narodil britský běžec Chris Brasher, někdejší světový rekordman v běhu na 3000 metrů překážek a vítěz olympijského finále v tomto běhu na letních olympijských hrách v Melbourne v roce 1956.

## Partnerská města
- St. Louis, Missouri, USA
- Port of Spain, Trinidad a Tobago